# غازي (إراكليون)
غازي (Γάζι) هي مدينة في إراكليون في اليونان.
يبلغ عدد سكانها حوالي 10847 نسمة.